# Ghyslain Dufresne
Pour les articles homonymes, voir Dufresne.
Ghyslain Dufresne est un humoriste québécois membre des Chick'n Swell. Il s'est joint au groupe en remplacement de Simon-Olivier Fecteau. Auparavant, il formait avec Mathieu Gratton le duo comique Crampe en Masse, qui s'est illustré à la radio et sur cinq albums musicaux de 1997 à 2005.
Ghyslain Dufresne n'était pas membre des Chick'n Swell lorsque ceux-ci produisaient leur émission télévisée hebdomadaire à Radio-Canada, mais il a tenu de petits rôles dans certains sketchs qui y furent présentés entre 2001 et 2003. Membre des Chick'n Swell sur scène, il apparaîtra à l'écran pour la première fois comme membre officiel du groupe dans l'émission Une année Chick'n Swell en décembre 2007

## Biographie
Originaire de Saint-Félix-de-Valois, dans Lanaudière, Ghyslain Dufresne est finissant de l’École nationale de l'humour, cuvée 1996. En 1997, il devient membre des Chick'n Swell et fonde en 1998 le duo Crampe en Masse. Pendant trois ans, avec les Chick'n Swell, il brûle les planches des salles du Québec donnant au-delà de 300 spectacles. Avec Crampe en Masse, Ghyslain est chroniqueur régulier dans plusieurs émissions de télé dont Fun noir, une émission couleur de Radio-Canada et C’est mon show. Il réalise aussi maints albums de chansons humoristiques tels Crampe en Masse, Roule-toi par terre!, Chansons drôles de d’autres, Live en studio, Crampe en masse et le hot dog géant. La majorité de ces albums reçoivent des nominations au Gala de l’Adisq et l’album Roule-toi par terre! mérite même le Félix album de l’année – humour (2000). La même année, Ghyslain reçoit le Olivier découverte de l’année avec Mathieu Gratton. Toujours avec Crampe en Masse, Ghyslain anime des émissions de radio sur les ondes de CKOI FM et de COOL FM. Il coanime même La bécosse Crampe en masse sur les ondes de Musique Plus. En 2006, après 6 ans d’absence, c’est le retour de Ghyslain Dufresne au sein des Chick'n Swell pour une tournée de spectacles dans les grandes salles du Québec. Ce spectacle, en nomination dans 4 catégories au Gala Les Olivier, remporte le Olivier mise en scène de l’année et le Olivier jeu et performance scénique de l’année. Il remporte aussi le Félix spectacle de l’année humour. Au fil des ans, Ghyslain accumule, en parallèle de sa carrière humoristique, des engagements comme comédien dans des émissions comme Legendre idéal, Pendant ce temps devant la télé, La guerre des sexes…

## Récompenses et nominations

### Récompenses

#### Gala de l'ADISQ
- (2007) : Félix Spectacle de l’année – Humour (Chick ‘N Swell  « Chick ‘N Swell en spectacle »)
- (2000) : Félix Album de l’année - Humour (Crampe En Masse « Roule-toi par terre! »)

#### Gala les Olivier
- (2007) : Olivier Mise en scène de l’année (Chick ‘N Swell  « Chick ‘N Swell en spectacle »)
- (2007) : Olivier Jeu et Performance scénique (Chick ‘N Swell  « Chick ‘N Swell en spectacle »)
- (2000) : Olivier Découverte de l’année (Crampe en Masse)

#### Juste pour Rire
- (2010) : Victor Meilleur Numéro de Gala (Chick 'n Swell "Le Cirque")

### Nominations

#### Gala de l'ADISQ
- (2010) : Album de l’année – Humour (Chick 'n Swell « Victo Racing »)
- (2003) : Spectacle de l’année – Humour (Crampe en masse "Tournée JPR 2002")
- (2002) : Album de l’année – Humour (Crampe en masse « Live en studio »)
- (2001) : Album de l’année – Humour (Crampe en masse « Chansons drôles de d’autres »)
- (1999) : Album de l’année – Humour (Crampe en masse « Crampe en masse »)

#### Gala les Olivier
- (2009) : Olivier de l’année (Chick ‘N Swell)
- (2009) : Olivier DVD d’humour de l’année (Chick ‘N Swell  « Chick ‘N Swell en spectacle »)
- (2008) : Olivier de l’année (Chick ‘N Swell)
- (2007) : Olivier Spectacle Humour de l’année (Chick ‘N Swell  « Chick ‘N Swell en spectacle »)
- (2007) : Olivier Auteur de l’année (Chick ‘N Swell  « Chick ‘N Swell en spectacle »)

#### Gala des Gémeaux
- (2009) : Meilleur spécial humoristique (Chick ‘n Swell « Chick ‘n Swell en spectacle »)
- (2009) : Meilleur texte : humour (Chick ‘n Swell « Chick ‘n Swell en spectacle »)
- (2009) : Meilleure interprétation : humour (Chick ‘n Swell « Chick ‘n Swell en spectacle »)
- (2008) : Meilleure interprétation – humour (Chick ‘n Swell « Une année Chick ‘n Swell »)